# Janusz Danecki (Bischof)

Bischofswappen von Janusz Danecki

Janusz Marian Danecki OFMConv (* 8. September 1951 in Sochaczew; † 30. August 2024 in Campo Grande, Brasilien) war ein polnischer römisch-katholischer Ordensgeistlicher und Weihbischof in Campo Grande.

## Leben
Janusz Danecki besuchte die Frédéric-Chopin-Schule in Sochaczew. 1965 trat er der Ordensgemeinschaft der Minoriten bei und besuchte bis 1970 das ordenseigene Kleine Seminar in Niepokalanów. Anschließend absolvierte er das Noviziat und legte am 5. September 1971 die zeitliche Profess ab. Von 1971 bis 1977 studierte Danecki Philosophie und Katholische Theologie am Priesterseminar der Minoriten in Krakau. Am 8. Dezember 1975 legte er die ewige Profess ab. Der Weihbischof in Warschau, Jerzy Modzelewski, spendete ihm am 19. Juni 1976 in Sochaczew die Diakonenweihe und am 19. Juni 1977 in Sochaczew das Sakrament der Priesterweihe.
Nach der Priesterweihe war Danecki zunächst als Pfarrvikar in den von den Minoriten betreuten Pfarreien Unsere Liebe Frau von den Engeln in Łódź (1977–1979), St. Stanislaus in Kalisz (1979–1980) und Mariä Empfängnis in Skarżysko-Kamienna (1980–1981) tätig, bevor er Seelsorger am Heiligtum Mariä Unbefleckte Empfängnis in Niepokalanów sowie Verantwortlicher für die Berufungspastoral in der polnischen Ordensprovinz der Minoriten und Koordinator des Berufungspastoral-Zentrums in Niepokalanów wurde. 1985 wurde er als Missionar nach Brasilien entsandt, wo er in der Ausbildung der Postulanten seiner Ordensgemeinschaft und als Superior der Minoriten-Kommunität Jardim da Imaculada im Bistum Luziânia wirkte. Zudem fungierte er von 1992 bis 1995 als nationaler Direktor der Bewegung Milícia da Imaculada und als Pfarrer der Pfarrei Sant’Antônio. Von 1996 bis 1999 war Danecki Regens des Priesterseminars der Minoriten in Brasília und Guardian des dortigen Minoriten-Konvents sowie Sekretär der Minoriten-Kustodie Brasília, bevor er im Jahr 2000 Guardian des Minoriten-Konvents Jardim da Imaculada wurde. Von 2004 bis 2007 war er in der Priesterausbildung seiner Ordensgemeinschaft in Brasília und als Provinzvikar der Ordensprovinz São Maximiliano Maria Kolbe tätig. Danach wirkte er als Pfarrer der Pfarrei Jardim da Imaculada in Luziânia. Ab 2009 war Danecki Pfarrer der Pfarrei Nossa Senhora de Fátima in Juruá in der Territorialprälatur Tefé.
Am 25. Februar 2015 ernannte ihn Papst Franziskus zum Titularbischof von Regiae und bestellte ihn zum Weihbischof in Campo Grande. Der Erzbischof von Campo Grande, Dimas Lara Barbosa, spendete ihm am 1. Mai desselben Jahres im Ginásio Esportivo do Colégio Auxiliadora in Campo Grande die Bischofsweihe; Mitkonsekratoren waren der Erzbischof von Manaus, Sérgio Eduardo Castriani CSSp, und der Bischof von Anápolis, Jan Kazimierz Wilk OFMConv. Sein Wahlspruch Eu vim para servir („Ich bin gekommen, um zu dienen“) stammt aus Mk 10,45 .
Janusz Danecki starb am 30. August 2024 in Campo Grande an den Folgen einer Herz-Kreislauf-Erkrankung und wurde auf dem Friedhof Jardim da Imaculada in Cidade Ocidental beigesetzt.